# Andreas Schaad
Andreas Schaad (18 aprile 1965) è un ex combinatista nordico svizzero.

## Biografia
In Coppa del Mondo esordì il 21 dicembre 1985 a Tarvisio (7°) e ottenne il primo podio il 16 gennaio 1988 a Le Brassus (2°).
In carriera prese parte a tre edizioni dei Giochi olimpici invernali, Calgary 1988 (5° nell'individuale, 2° nella gara a squadre), Albertville 1992 (14° nell'individuale, 10° nella gara a squadre) e Lillehammer 1994 (15° nell'individuale, 3° nella gara a squadre), e a quattro dei Campionati mondiali, vincendo una medaglia.

## Palmarès

### Olimpiadi
- 2 medaglie:
  - 1 argento (gara a squadre a Calgary 1988)
  - 1 bronzo (gara a squadre a Lillehammer 1994)

### Mondiali
- 1 medaglia:
  - 1 argento (gara a squadre a Lahti 1989)

### Coppa del Mondo
- Miglior piazzamento in classifica generale: 3º nel 1988
- 2 podi (entrambi individuali):
  - 1 secondo posto
  - 1 terzo posto